# Bob Bryar
Robert Cory Bryar (31. prosince 1979 Chicago – 24. listopadu 2024) byl americký bubeník kapely My Chemical Romance. K My Chemical Romance se připojil poté, co ze skupiny během turné v Japonsku v roce 2004 odešel bývalý bubeník Matt Pelissier.

## Život
Bob se narodil v roce 1979 v Chicagu. Byl jediným členem skupiny, který nepochází z New Jersey. Když měl pár zranění, Bob vystupoval s kapelou a chtěl nahrát ještě poslední album, ale rozhodl se opustit kapelu. Potom, když odešel z kapely si vzpomněl na několik vzpomínek na nahrávání alba a na celou kapelu.

## Kariéra
Stejně jako Frank Iero nebyl členem My Chemical Romance od začátku – v roce 2004 nahradil Matta Pelissiera. Předtím dělal zvukového technika skupinám jako The Used atd. Podílel se na vydání alba MCR Three Cheers for the Sweet Revenge, ke kapele se přidal krátce po jeho vydání. Ačkoli do té doby ještě nebyl oficiálním členem kapely, hrál v některých jejich videích.
Na začátku roku 2010 kapelu My Chemical Romance opustil.

## Vybavení
Bob používal bubny C & C Custom Drums s činely Sabian ze série Sabian's Paragon. Měl americké klasické rockové paličky Vic Firth s Vic Firth Victape. Bob Bryar používal dvě soupravy bicích.

## Smrt
Dne 27. listopadu 2024 byl nalezen mrtvý ve svém bytě v Tennessee. Jeho tělo bylo ve stádiu rozkladu. Naposledy byl spatřen živý 4. listopadu. Pitva odhalila, že zemřel 24. listopadu. Bylo mu 44 let. Příčina smrti nebyla odhalena.

## Diskografie

#### My Chemical Romance
- Warped Tour Bootleg Series (2005)
- Life on the Murder Scene (2006)
- The Black Parade (2006)
- Live and Rare (2007)
- AOL Sessions (2007)
- The Black Parade Is Dead! (2008)
- The Black Parade: The B-Sides (2009)
- ¡Venganza! (2009)
- Danger Days: The True Lives of the Fabulous Killjoys (2010)
- Conventional Weapons (2012–2013)
- May Death Never Stop You (2014, album nejlepších hitů)
- The Black Parade/Living with Ghosts (2016)[6]